# スープ皿の聖母

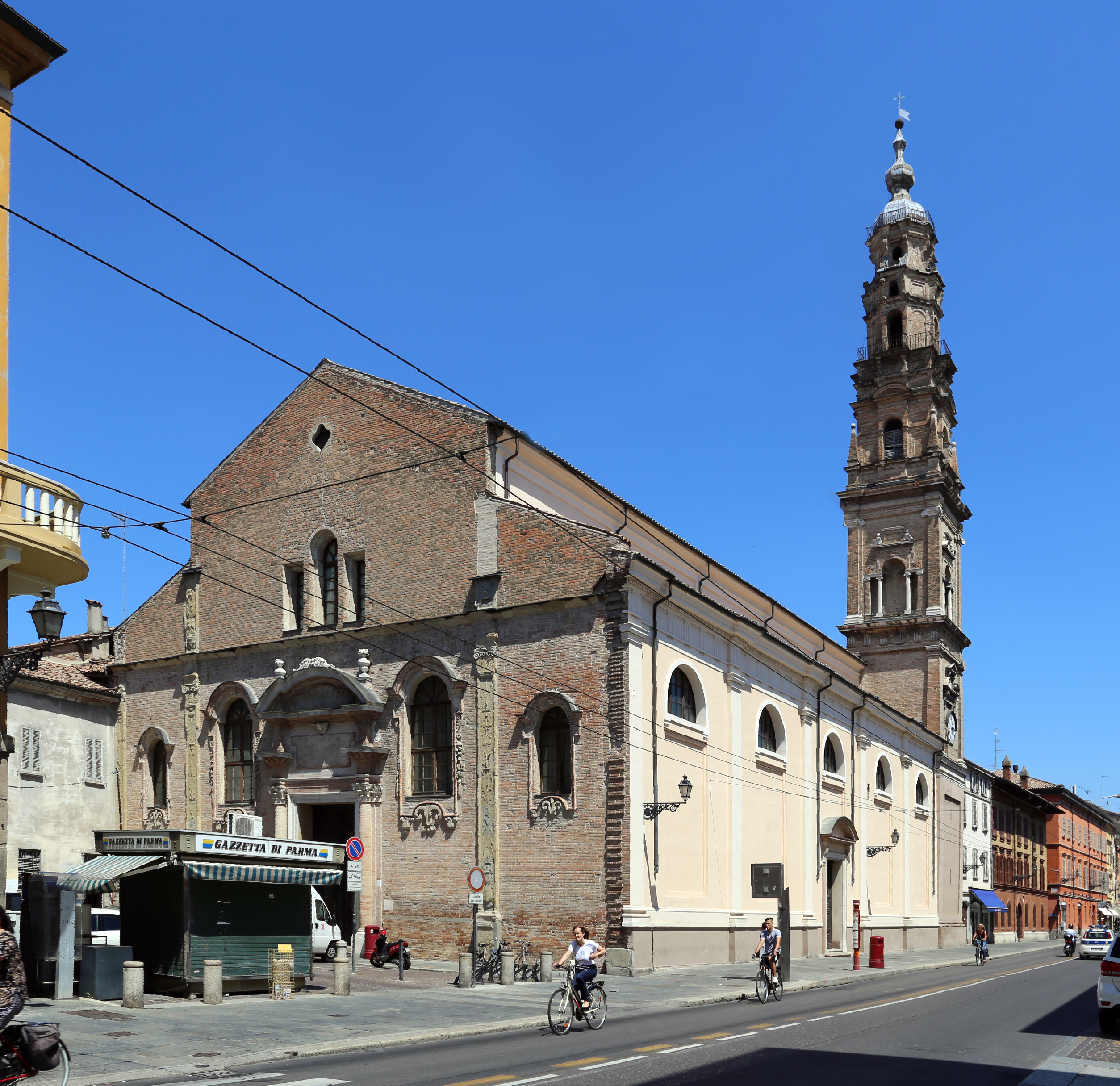
サンセポルクロ教会。

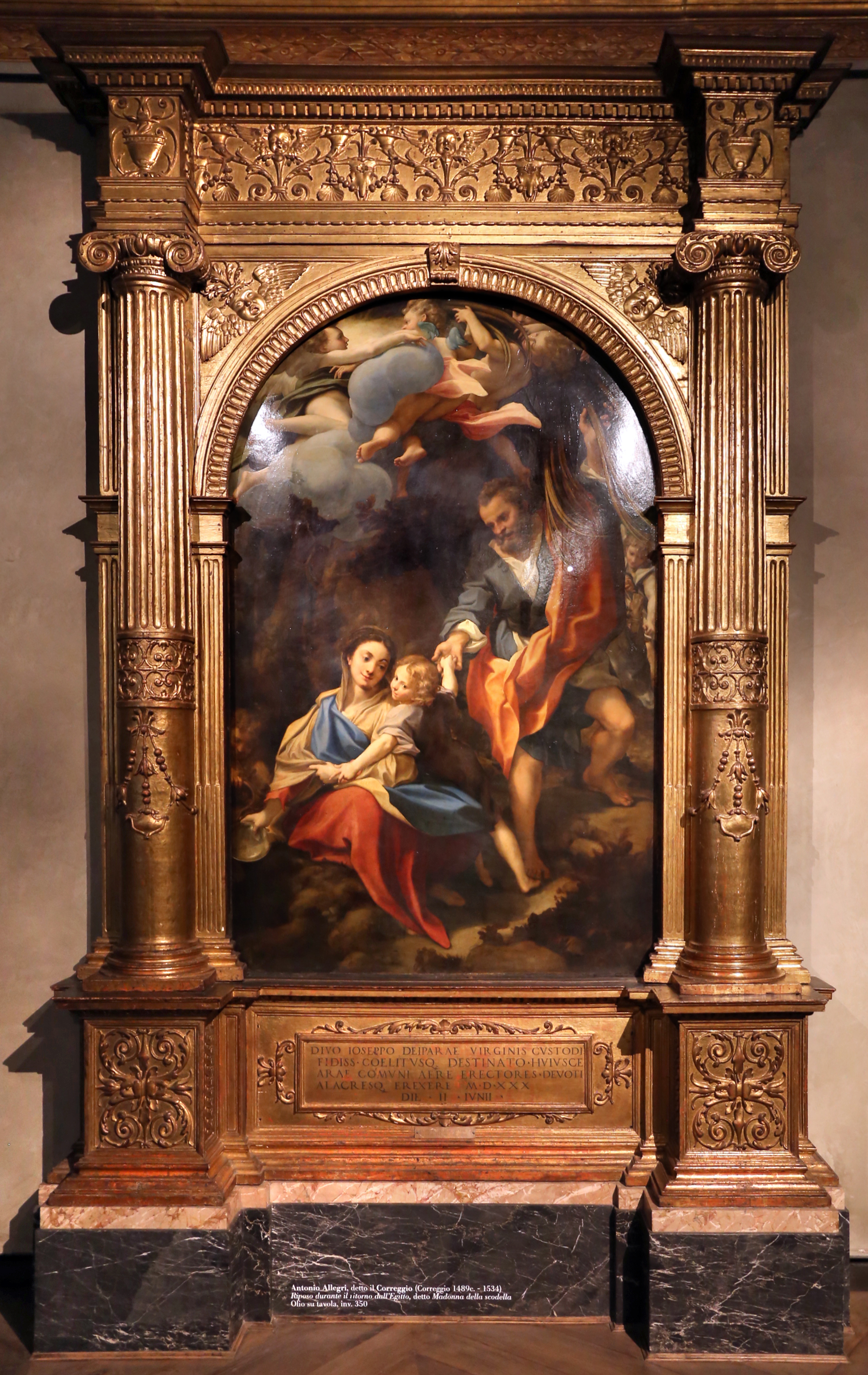
額縁と展示。

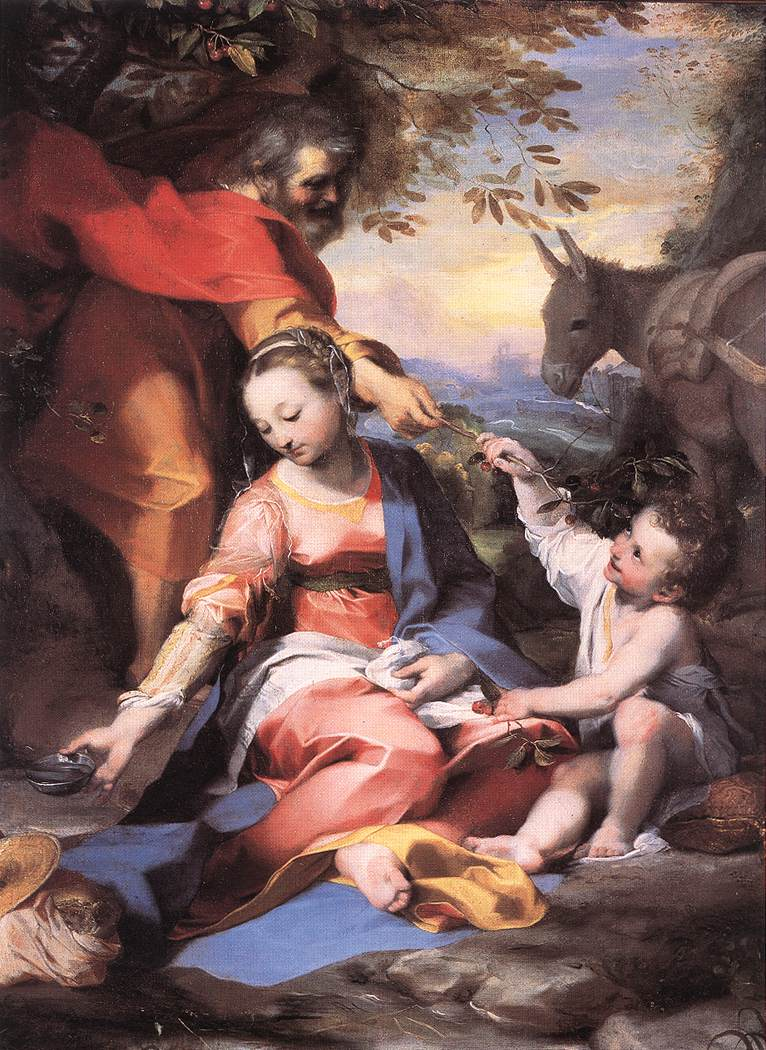
フェデリコ・バロッチの『エジプトへの逃避途上の休息』。ヴァチカン絵画館所蔵。

『スープ皿の聖母』（スープざらのせいぼ、伊: Madonna della Scodella）は、イタリア、ルネサンス期のパルマ派の画家コレッジョが1528年頃に制作した絵画である。油彩。コレッジョを代表する作品の1つで、主題はウフィツィ美術館の『聖フランチェスコのいるエジプトへの逃避途上の休息』（Riposo durante la fuga in Egitto con San Francesco）と同じく聖家族のエジプトへの逃避から取られている。この作品名は聖母マリアが手に持っているスープ皿に由来している。1523年頃に聖ヨセフの同信会（コンフラタニティ）からパルマのサンセポルクロ教会（聖墳墓教会）の聖ヨセフに捧げられた礼拝堂の祭壇画として発注を受けて制作された。現在はパルマのパルマ国立美術館に所蔵されている。

## 主題
『新約聖書』の「マタイによる福音書」よるとヘロデ大王の幼児虐殺から逃れるため、聖家族は幼いイエス・キリストを連れてエジプトに赴き、難を逃れようとした。外典福音書「偽マタイの福音書」によると聖家族がエジプトへの旅の途上で休息したときナツメヤシの木の下で休んだ聖母マリアは木の枝に果実がたくさん実のっているのを見つけた。そこで夫の聖ヨセフに取ってくれるよう頼んだが、木の枝は高くて手が届きそうになかった。しかし幼児キリストの奇跡によって枝が地面に向かってたわんだため、聖ヨセフは果実を取ることができ、また木の根元から澄んだ泉が湧き出たという。

## 作品
コレッジョは聖家族がエジプトへ向かう途上で休息した際に起きた出来事を描いている。ここでは外典福音書で語られている木の枝がたわむという奇跡を画面の上部に雲とともに現れた天使たちが実行している。彼らのおかげで聖ヨセフはナツメヤシの甘い果実を取ることができ、聖ヨセフはそれを幼いイエスに手渡している。また聖母マリアが腰を下ろしている木の根元からは泉が湧き出ており、イエスは泉を指さして聖母に水をくむよう促している。そこで聖母は腕まくりをしながらスープ皿を持った手を泉に向かって伸ばしている。また画面右端の聖ヨセフの背後では天使がロバをつないでおり、画面左端でも天使が聖母のスープ皿に水を注いでいる。
構図は大胆であり、画面を斜めに横切る対角線は聖母子と聖ヨセフが伸ばした腕によって延長されている。発注主のニーズに合わせて画面で最も大きく取り上げられているのは聖ヨセフであり、特に画面の中央に配置されているナツメヤシを手渡す聖ヨセフの手とそれを受け取るイエスの手は天からの光を受けて明るく照らされている。彼らはそれぞれの身体の身振りと視線で緊密に結びつけられており、その中心的人物であるイエスは画面の両端で起こっている奇跡を示唆し、さらに振り返って画面の外に視線を送ることで、絵画世界の出来事と鑑賞者とを結びつける役割を果たしている。天使たちの表現はパルマ大聖堂天井画の『聖母被昇天』（Assunzione della Vergine）や『羊飼いの礼拝』（Adorazione dei pastori）に極めて近く、また対角線上に組み合わされた聖家族の配置はコレッジョに特有のものであり、彼らの身振りはのびやかで流麗に統一されている。
聖母の姿勢や微笑み、暗い背景にいまだレオナルド・ダ・ヴィンチの強い影響が見て取れるが、紫、白、そしてオレンジがかった黄色の色遣いにラファエロ・サンツィオの影響が指摘されている。

## 額縁
イオニア式の円柱を備えた古典的な額縁はおそらくコレッジョ自身がデザインを下描きし、それに基づいてマルカントニオ・ツッキ（Marcantonio Zucchi）が制作したと考えられている。額縁には1530年の年記があり、これをもって祭壇画の制作年とする見解と、祭壇画自体は1年か2年早く制作されたとする見解がある。

## 来歴
絵画は早くもヴァザーリによって「神聖な絵画の板絵である、サンセポルクロ教会の聖ヨセフ礼拝堂にある素晴らしい人物たち」と言及されており、レリオ・オルシ、フェデリコ・バロッチ、ジョヴァンニ・ランフランコ、ドメニキーノ、そしてさらにカルロ・マラッタとポンペオ・バトーニによって研究されている。特にフェデリコ・バロッチが本作品に影響を受けて制作した『エジプトへの逃避途上の休息』（Rest on the Flight to Egypt）は有名である。
絵画は数世紀にわたって教会に所蔵されていたが、1796年にナポレオン軍の略奪によってパリに運ばれ、1816年に返還されたのち、パルマ国立美術館に収蔵された。

## 複製
早くも16世紀にジローラモ・マッツォーラ・ベドリによって複製が制作されている。パルマのサン・ピエトロ・マルティーレ教会に由来する作品らしく、現在は同じくパルマ国立美術館に所蔵されている。